# سیارک ۴۸۱۷۱
سیارک ۴۸۱۷۱ (به انگلیسی: 48171 Juza، نامگذاری:2001HZ15) چهل و هشت هزار و صد و هفتاد و یکمین سیارک کشف شده‌است که در ۲۳ آوریل ۲۰۰۱ کشف شد.